# 薩溫斯科耶湖 (大盧基區)
56°13′44″N 30°40′32″E / 56.2289°N 30.6756°E
薩溫斯科耶湖（俄语：Савинское），是俄羅斯的湖泊，位於該國西北部，由普斯科夫州負責管轄，處於大盧基區，面積1.7平方公里，集水區面積12.3平方公里，平均水深1米，最大水深2.1米。